# Чегем
Чегем (карач.-балк. Чегем, кабард. Шеджем
) — місто (з 2000) в Росії, адміністративний центр Чегемського району Кабардино-Балкарії.

## Географія
Місто розташоване в центральній частині республіки, на правому березі річки Чегем, за 4 км на північ від Нальчика. Через місто проходить федеральна автотраса Кавказ (М29).
Площа міського поселення становить — 75 км2. З них, близько 45% становлять території власне міста, більше 55% приміські території.
Межує з землями населених пунктів: Чегем Другий на півночі, Шалушка на півдні, Яник на південному заході та Лечінкай на заході.
Розташоване в перед-гірській зоні республіки, на південно-західному краю похилої Кабардинській рівнини. Рельєф являє собою відносно рівні ділянки, з коливаннями амплітуди висот близько 150 метрів. Середня висота міста становить 493 метра над рівнем моря.
Гідрографічна мережа представлена річкою Чегем і її дрібними притоками з правого боку. Є штучні водойми для розведення рибних господарств. Через залягання підземних вод близько до поверхні землі, місто забезпечене прісної питною водою.
Клімат — помірний. Літо спекотне із середніми температурами в липні близько + 30 ° С. Зима прохолодна, мінімальні температури рідко знижуються нижче -10 ° С, навіть у січні.
Середньорічна кількість опадів на рік становить близько 500–550 мм. Основна кількість опадів випадає в період з квітня по червень.

## Історія
Найдавнішими спорудами на території сучасного міста є адигські (кабардинські) могильники у формі курганів насипів, що належать до 14-15 ст.
Сучасне поселення на території міста виникло в 1822, коли князі Кундетови виділили своєму помічникові Ісламу Мамбетову ділянку на правому березі річки Чегем, який згодом переселився у відведену йому землю зі своєю сім'єю. Нове поселення, як і прийнято було у кабардинців, названо на честь князів, що володіли землею — К'ундетей (Кундетово). З часом, новий аул почав швидкими темпами рости, завдяки новим переселенцям з різних куточків тодішньої Кабарди.
У 1825 з падінням Кабарди і її приєднанням до Російської імперії багато жителів Кундетово, як і інших аулів Кабарди, не бажаючи визнавати над собою владу військової російської адміністрації, пішли за Кубань до інших адигів, щоб там продовжити війну.
У подальшому населення аулу в черговий раз різко скоротилася після закінчення Кавказької війни, і остаточним приєднанням всього Кавказу до Російської імперії, коли під час мухаджирства багато кавказців було вислано в інші мусульманські країни, через небажання присягати іновірному російському цареві.
У 1865 в Кабарді було проведено земельну реформу, під час якої до Кундетово були приєднані прилеглі аули —Ал'тудок'уей (Альтудоково), Перх'ичей (Перхічево) і Щоджен хьебле (Шогенова).
У 1920, з остаточним встановленням радянської влади в Кабарді, рішенням ревкому Нальчицького округу Кундетово, як й інші кабардинські поселення, було перейменовано через присутність в їхніх назвах княжих та дворянських прізвищ. Внаслідок чого село отримало нову назву — Чегем Перший.
Під час Другої світової війни село близько трьох місяців було під німецькими військами. У пам'ять про загиблих нині в місті встановлені кілька пам'ятників.
У 1957 в селі почали селитися, деякі балкарці, які виявляли бажання осісти в передгірній зоні КБАРСР.
У 2000 селищу Чегем Перший присвоєно статус міста та перейменовано в місто Чегем.
Наприкінці січня 2011 при в'їзді в свій будинок радикалами був убитий глава Чегемського району Михаіл Мамбетов.

## Населення
Національний склад
За даними Всеросійського перепису населення 2010 року:
| Народ                | Чисельність, осіб | Частка від усього населення, % |
| -------------------- | ----------------- | ------------------------------ |
| кабардинці (черкеси) | 14 163            | 78,6%                          |
| балкарці             | 2 870             | 15,9%                          |
| росіяни              | 479               | 2,7%                           |
| інші                 | 507               | 2,8%                           |
| усього               | 18 019            | 100,0%                         |

Статево-віковий склад
За даними Всеросійського перепису населення 2010:
| Вік, років | Чисельність, осіб | Частка від усього населення, % |
| ---------- | ----------------- | ------------------------------ |
| 0 — 14     | 3 672             | 20,4%                          |
| 15 — 59    | 12 330            | 68,4%                          |
| від 60     | 2 017             | 11,2%                          |
| Усього     | 18 019            | 100,0%                         |

Середній вік — 33,8 років. Медіанний вік — 31,2 років.
Чоловіки — 8 743 осіб (48,5%), жінки — 9 276 осіб (51,5%)

## Релігія
Більше 95% населення міста складають мусульмани.
У місті діють три мечеті, у складі яких також функціонують школи-медресе, для вивчення Корану, арабської мови та писемності.

## Освіта
- Гімназія № 1 — вул. Свободи, 104
- Середня школа № 1 — вул. Баксанське шосе, 1
- Середня школа № 2 — вул. Свободи, 160
- Середня школа № 3 — вул. Баксанське шосе, 53
- Середня школа № 4 — вул. Набережна, 6
- НШДС № 1
- НШДС № 2
- НШДС № 3
- НШДС № 4
- НШДС № 5

## Економіка
У місті переважно розвинені сфера збуту та послуг. Швидко розвиваються малий та середній бізнес. За останні роки сильно зросла площа, відведена для розведення фруктових дерев та тепличних комплексів.
Найбільш великими підприємствами міста є:
- ТОВ "Тепличний комплекс "Чегем" — один з найбільших тепличних комплексів Північного Кавказу.
- ТОВ «Астерра»
- ТОВ «Камада»
- ТОВ «Чегемвинпищепром»
- ТОВ «Борен»
- ТОВ «Каріста»

## Охорона здоров'я
- Центральна районна лікарня
- Районна поліклініка
- Районний стоматологічний центр

## Культура
- Міський БК
- Палац спорту
- Районний історико-краєзнавчий музей
- Районна газета «Голос Чегема»
- Центри національних танців

Суспільно-політичні організації:
- Адиге Хасе
- Рада ветеранів Великої Вітчизняної війни
- Рада ветеранів праці
- Рада горянок

## Відомі люди
- Кайсин Кулієв (1917–1985) — балкарський поет. Останні роки життя провів у Чегемі, тут же і похований. У місті розташований Меморіальний Будинок-музей Кайсина Кулієва. Народний поет КБР, лауреат Ленінської та Державних премій СРСР і РРФСР.